# Японская жаба
Японская жаба, или японская серая жаба (лат. Bufo japonicus) — земноводное из рода жабы. Этот вид является эндемиком Японии. Его природными местами обитания являются субарктические леса, умеренные леса, заросли кустарников, болота, реки, пахотные земли, сельские сады, города, пруды и орошаемые земли.

## Внешний вид
Японская серая жаба имеет максимальную длину тела 17 см, причем самки немного больше самцов, а жабы, живущие в более тёплых регионах, вырастают до более крупных размеров, чем в более холодных местах. Голова имеет остроконечное рыло и форму, близкую к треугольной. Барабанная перепонка эллиптическая и находится от глаза на расстоянии, примерно равном её диаметру. Тело крепко сбитое, а толстые передние конечности примерно в два раза меньше задних конечностей. Второй палец на передней лапе самый короткий, а третий самый длинный. На задней лапе первый палец является самым коротким, а четвёртый — самым длинным. Между пальцами есть небольшие перепонки. Кожа имеет небольшие бородавчатые наросты, а её окраска варьирует. Она бывает зеленовато-коричневой, желтовато-коричневой или тёмно-коричневой. В сезон размножения японские жабы становятся бледнее и более гладкими.

## Распространение и места обитания
Японская серая жаба является исконным обитателем Японии и встречается на островах Хонсю, Хоккайдо, Кюсю и Сикоку. Также она была завезена людьми на остров Идзуосима. Он присутствует в самых разных местах обитания, в том числе в низинных и горных районах.

## Питание и образ жизни
Японская серая жаба живёт в основном на суше, питаясь земляными червями и мелкими членистоногими, включая муравьев и жуков некоторых видов. Японская жаба проводит зимовку под землей, когда температура падает ниже примерно 6 °C. Размножение происходит весной, когда жабы собираются на мелководье, а длинные шнуры икры откладываются и запутываются в подводных растениях. Головастики имеют тёмную окраску и вырастают до 30—40 мм в длину, прежде чем проходят метаморфоз и покидают водоём в виде молодых жабят в июне.

## Охранный статус вида
Японская серая жаба широко распространена и может жить в разных биотопах, в том числе рукотворных. Предполагается, что она в общем очень многочисленна, и никакого значительного снижения численности не наблюдается, поэтому в Красной книге МСОП японская жаба обозначена как вид под наименьшей угрозой.